# Cerro San Felipe (Oruro)
El Cerro San Felipe es un cerro de las tierras altas de Bolivia, en la parte oeste de la ciudad de Oruro. Administrativamente se encuentra ubicado en el municipio de Oruro de la provincia de Cercado en el departamento de Oruro, en la parte occidental del país. El Cerro San Felipe tiene una altura de 4.032 m s. n. m., lo que lo convierte en el punto más alto del municipio de Oruro, seguido por el Cerro San Pedro (4.012 m s. n. m.). Al este del cerro se encuentra el cerro Santa Bárbara, donde se encuentra el Monumento a la Virgen del Socavón, y el cerro Pie de Gallo, ambos de menor altura.
Por su altura el cerro San Felipe se constituye en un mirador natural de la ciudad de Oruro, desde donde se puede apreciar la estatua de la Virgen del Socavón, el Sagrado Corazón de Jesús, el Faro de Conchupata, el cerro Pie de Gallo, las minas circundantes como San José e Itos, y el centro de la ciudad. En la cima se encuentran numerosas antenas de telecomunicación que proveen señal a gran parte de la ciudad.
La fauna que se puede encontrar en el cerro incluye una variedad de animales, como insectos, aves de diferente clase, vizcachas, entre otros.

## Historia
Perteneciente al período del Horizonte Medio (entre 700 d. C. y 1000 d. C.), se ha registrado en la falda oeste del cerro San Felipe un sitio de habitación donde se destacan fragmentos cerámicos de la cultura tiahuanaco de tradición altiplánica. Las características del sitio sugieren que se trató de un establecimiento o pequeña colonia productiva vinculada con la explotación de las vetas de minerales de plata ubicadas en el cerro.
Durante la época de la colonia, en la provincia de Oruro, las minas principales se encontraban en los cerros que rodean la ciudad de Oruro, fundada con el nombre de Villa San Felipe de Austria el 1 de noviembre de 1606. Estos cerros eran atravesados por numerosas vetas, como la veta denominada Candelaria, que aparecía en el pie del cerro San Felipe, atravesaba el cerro llamado Todos los Santos, y se perdía en las profundidades del cerro La Colorada.
El 2021, la Universidad Técnica de Oruro (UTO) en coordinación con la Corporación Minera de Bolivia (Comibol), comenzaron la explotación de caolín con el fin de que estudiantes de la carrera de Ingeniería de Minas, Petróleos y Geotecnia, puedan hacer prácticas en sus terrenos. Este yacimiento de la UTO se encuentra en la falda suroeste del Cerro San Felipe, cerca de las operaciones antiguas de la mina Itos.

## Vías de acceso
Las vías de acceso a la ruta turística del cerro son tres, las cuales son:
- La primera vía de acceso es por la calle Baptista y Sucre (zona central) por la cual se debe subir varias gradas para poder apreciar la Virgen de un costado y ver un maravilloso panorama del centro de la ciudad de Oruro, continuando con la caminata se llega a ver parte de las minas de San José y un imponente cerro.

- La segunda vía de acceso es por la calle Linares subiendo las gradas hacia la Virgen del Socavón, la cual es denominada como un importante lugar turístico de la ciudad de Oruro.

- La tercera vía de acceso es por la calle Alejandro Urquidi y Tomás Frías, es decir por la zona sur cerca al parque Zoológico y el Automóvil Club Boliviano.

En determinados lugares de la ruta se pueden apreciar impresionantes cuevas, así como también minas abandonadas. A lo largo del recorrido se pueden encontrar formas pétreas con formas de animales.